# Shoma Ishigami
Shoma Ishigami (石上 将馬 Ishigami Shoma?), född 30 mars 2002 i Tottori prefektur, är en japansk fotbollsspelare.
Ishigami började sin karriär 2019 i Gainare Tottori. Han spelade 3 ligamatcher för klubben.